# کرون ایجنتس
کرون ایجنتس (انگلیسی: Crown Agents) شرکت ساخت‌وساز بریتانیایی است، که در سال ۱۸۳۳ تأسیس شد.